# Mount Mills (Antarktika)
Mount Mills ist ein 2955 m hoher Berg am Nordrand der Dominion Range in der antarktischen Ross Dependency. Er ragt rund 13 km nördlich des Mount Saunders am Beardmore-Gletscher auf. 
Teilnehmer der Nimrod-Expedition (1907–1909) unter der Leitung des britischen Polarforschers Ernest Shackleton entdeckten ihn. Benannt ist der Berg nach dem neuseeländischen Unternehmer James Mills (1847–1936), dem Gründer der Union Steam Ship Company.